# David Denman
Pour les articles homonymes, voir Denman.
David Denman (né le 25 juillet 1973 à Newport Beach en Californie) est un acteur américain.
Il est notamment connu pour avoir interprété Roy Anderson (en), de 2005 à 2008, dans la série The Office.

## Filmographie

### Cinéma
- 2000 : Les Remplaçants : Brian Murphy
- 2001 : Snow, Sex and Sun : Lance
- 2003 : Big Fish : Don Price
- 2003 : The Singing Detective : Soldat avec Betty Dark
- 2006 : Terreur sur la ligne : Officier Burroughs
- 2008 : Smart People : William
- 2008 : Spirits : Bruno
- 2008 : Fanboys : Chaz
- 2010 : Fair Game : Nervous Dave
- 2011 : Let Go de Brian Jett : Walter
- 2013 : After Earth de M. Night Shyamalan
- 2013 : Jobs de Joshua Michael Stern : Al Alcorn
- 2013 : Beverly Hills Cop de Barry Sonnenfeld : Brad (téléfilm sorti en ligne en 2022)
- 2014 : Men, Women and Children de Jason Reitman : Jim Vance
- 2015 : The Gift de Joel Edgerton : Greg
- 2016 : 13 Hours (13 Hours: The Secret Soldiers of Benghazi) de Michael Bay : Boon
- 2017 : Power Rangers de Dean Israelite : Sam Scott
- 2017 : Logan Lucky de Steven Soderbergh : Moody
- 2019 : Brightburn : L'Enfant du mal (Brightburn) de David Yarovesky : M. Breyer
- 2020 : Greenland - Le dernier refuge de Ric Roman Waugh : Ralph Vento
- 2023 : Equalizer 3 (The Equalizer 3) d'Antoine Fuqua : Frank Conroy
- 2024 : Rebel Ridge de Jeremy Saulnier : l'officier Evan Marston

### Télévision
- 1997 : Urgences (saison 4, épisode 4) : Jeremy Willis
- 1998 : Le Caméléon (saison 2, épisode 17) : Daniel Falk
- 1999 : X-Files : Aux frontières du réel (saison 6, épisode 21 : Spores) : Wallace Schiff
- 2001 à 2003 : Angel (4 épisodes) : Skip
- 2002 : Les Experts : Miami (saison 1, épisode 4) : Tyler Hamilton
- 2004 : FBI : Portés disparus (saison 2, épisode 20) : Mike Clemmens
- 2004 : Comportement suspect (The Perfect Husband: The Laci Peterson Story) : Tommy Vignatti
- 2005 à 2008 : The Office (29 épisodes) : Roy Anderson
- 2006 : Bones (saison 1, épisode 16) : Phil Garfield
- 2007 : Grey's Anatomy (saison 4, épisode 6) : Rick Jacobs
- 2009 et 2010 : Drop Dead Diva (8 épisodes) : Tony Nicastro
- 2011 : Traffic Light[1] : Mike (VF : Jérôme Berthoud)
- 2012 : Person of Interest (saison 2, épisode 6) : Graham Wyler
- 2013-2014 : Parenthood : Ed Brooks (11 épisodes)
- 2014 : Murder (saison 1, épisode 3) : Kevin Murphy
- 2015 : True Detective  : Malkin
- 2015 : Mad Men : Jerry Fanning
- 2015 : Impress Me : Roger Houston
- 2015 : Mon oncle Charlie : Jack
- 2016 : Angel from Hell : Evan (3 épisodes)
- 2016 : Outcast : Mark Holter (10 épisodes)
- 2021 : Mare of Easttown : Frank Sheehan (mini-série)
- 2022 : The Recruit (saison 1, épisode 5 : C'est ton problème) : Kevin Mills
- 2024 : Eric : Matteo Cripp (mini-série)